# Pierre Kalala Mukendi
Pierre Kalala Mukendi (ur. 22 listopada 1939 w Jadotville, zm. 30 czerwca 2015 w Johannesburgu) – kongijski piłkarz występujący na pozycji napastnika, a także trener.

## Kariera klubowa
Kalala karierę rozpoczynał w 1958 roku w zespole US Panda, a w 1962 roku przeszedł do TP Engelbert. Trzy razy zdobył z nim mistrzostwo Demokratycznej Republiki Konga (1966, 1967, 1969), dwa razy Puchar Demokratycznej Republiki Konga (1966, 1967), a także dwa razy Afrykański Puchar Mistrzów (1967, 1968). W 1974 roku zakończył karierę.

## Kariera reprezentacyjna
W 1968 roku Kalala wraz z reprezentacją Demokratycznej Republiki Konga zwyciężył w Pucharze Narodów Afryki.

## Kariera trenerska
W 1980 roku Kalala wraz z zespołem TP Engelbert wygrał Afrykański Puchar Mistrzów.
W 1992 roku poprowadził reprezentację Zairu na Pucharze Narodów Afryki, zakończonym przez nią na ćwierćfinale. Zagrała na nim 3 mecze: z Marokiem (1:1), Kamerunem (1:1) i Nigerią (0:1).
W 1994 roku ponownie poprowadził drużynę Zairu na Pucharze Narodów Afryki. Rozegrała na nim 3 mecze: z Mali (1:0), Tunezją (1:1) i Nigerią (0:2), po czym odpadła z turnieju w ćwierćfinale.